# Ong (Nebraska)
Ong è un comune degli Stati Uniti d'America, situato nello Stato del Nebraska, nella contea di Clay.